# Manfred Frankowski
Manfred Frankowski (* 27. Januar 1942; † 23. September 2021) war ein deutscher Fußballspieler.

## Karriere
Zu Beginn der Saison 1963/64 wechselte Frankowski von Duisburger FV 08 zum Regionalligisten Rot-Weiss Essen. Unter Trainer Fred Harthaus kam er im Debütjahr der Fußball-Regionalliga West auf 22 Ligaspiele und erzielte dabei zwei Tore an der Seite der Mitspieler Eckehard Feigenspan, Werner Kik und Heinz-Dieter Hasebrink. Die Mannschaft von der Hafenstraße belegte den zehnten Rang. Im zweiten Jahr bei RWE konnte er infolge Verletzungen nur ein Verbandsspiel bestreiten. Als Essen in der Saison 1965/66 hinter Fortuna Düsseldorf mit Trainer Fritz Pliska die Vizemeisterschaft glückte, gehörte er aber mit 26 Einsätzen und drei Toren wieder der Stammbesetzung an. In der erfolgreichen BL-Aufstiegsrunde gegen FC St. Pauli, 1. FC Saarbrücken und FC Schweinfurt 05 stand er in allen sechs Spielen auf dem Platz. Willi Lippens hatte seine Karriere mit 32 Spielen und 14 Toren eröffnet und auch der routinierte Ex-Schalker Willi Koslowski trug zum Bundesligaaufstieg bei.
In der Bundesligarunde 1966/67 stiegen die beiden Westaufsteiger Fortuna Düsseldorf und RW Essen aber postwendend wieder in die Regionalliga ab. Frankowski kam auf 29 Einsätze und erzielte ein Tor. Trotz der Neuzugänge Fred-Werner Bockholt, Peter Dietrich, Heinz Simmet und Jürgen Glinka stürzte Rot-Weiss in der Rückrunde ab. Nach dem direkten Wiederabstieg blieb er bei den Essenern und spielte zwei weitere Jahre in der Regionalliga West. In der Saison 1967/68 kam er unter dem jungen Trainer Erich Ribbeck auf 28 Spiele mit zwei Toren und feierte erneut den Gewinn der Vizemeisterschaft in der Regionalliga West. In der Aufstiegsrunde belegte RWE hinter dem Aufsteiger Hertha BSC den zweiten Platz und musste ein weiteres Jahr in der Regionalliga verweilen. Bei der erneuten Vizemeisterschaft 1968/69 konnte er aber nur noch in einem Spiel für Essen aktiv werden.
Insgesamt bestritt er 113 Spiele für Essen, in denen er acht Tore schoss. Davon erfolgten 29 Einsätze in der Saison 1966/67 in der Bundesliga, wo er zu einem Tor für RWE kam.